# Росіяни у Вірменії
Росіяни у Вірменії є другою за чисельністю етнічною меншиною після єзидів. Відповідно до офіційного перепису населення, станом на 2001 рік, у Вірменії проживало 14,660 росіян. Чисельність російської та інших меншин в невеликій за площею Вірменії, якою вона відома в сучасних межах, ніколи не була особливо високою, на відміну від усіх інших республік колишнього СРСР. Тим не менше, раніше чисельність і питома вага росіян у республіці мала кілька більшого значення, але після Спітакського землетрусу, розпаду СРСР і різкого економічного спаду, соціально-економічне становище росіян, зайнятих переважно в промисловості, науковій сфері та міському господарстві, значно погіршилося, і більшість з них емігрувало з країни в Російську Федерацію в перші ж роки незалежності. В наш час[коли?] росіяни у Вірменії — це найменш численна діаспора росіян у країнах СНД.

## Історія
Перша масова імміграції росіян у Вірменію сталася наприкінці вісімнадцятого століття, коли молокани, розірвали стосунки з Російською православною церквою, були депортовані до Амасії і Севану. Приблизно 5,000 нащадків цих емігрантів досі живуть у країні.
Після російсько-турецької війни 1827-1828 рр. багато росіян емігрували до російської Вірменії, засновуючи бізнес та церкви, і посиляючись по всьому гірському північному заходу країни. Найбільше число, однак, прийшло з пост-російською революцією, де православні росіяни, які рятувалися від переслідувань нової радянської влади прийшли до Вірменії. Зовнішня міграція росіян збільшилася після 1990 року, під час розпаду Радянського Союзу, коли вірменська мова стала офіційною мовою країни.
Традиційні російські села можна і сьогодні знайти у Вірменії у марзах Лорі, Гегаркунік та Ширак.